# Antonio López Campillo
Antonio López Campillo (Algeciras, 6 de agosto de 1925 - Madrid, 7 de mayo de 2019) fue un científico e intelectual español.
Estudió Ciencias Químicas en la Universidad Complutense de Madrid y se doctoró (Doctor d'État) en Ciencias Físicas en la Universidad de la Sorbona, donde también estudió sociología en su École Pratique des Hautes Études. Trabajó como investigador científico en el Centre national de la recherche scientifique francés (1957-1990).
De vuelta a España, intervino en varios programas televisivos de divulgación científica (La isla del tesoro; España, siglo XIX; Cerebro y máquina), así como en tertulias en radio y televisión.
Además de numerosos artículos en muy distintos medios, publicó libros de variada temática:
- Curso acelerado de ateísmo (con Juan Ignacio Ferreras)
- La ciencia como herejía
- Clones, moscas, sabios
- La caída de la casa Lenin
- A pesar de todo se mueve
- El genoma para peatones